# Nepenthes deaniana
Nepenthes deaniana este o specie de plante carnivore din genul Nepenthes, familia Nepenthaceae, ordinul Caryophyllales, descrisă de Macfarl.. Conform Catalogue of Life specia Nepenthes deaniana nu are subspecii cunoscute.